# Stenoglottis molweniensis
Stenoglottis molweniensis är en orkidéart som beskrevs av G.Mcdonald och Julian Mark Hugh Shaw. Stenoglottis molweniensis ingår i släktet Stenoglottis och familjen orkidéer.
Artens utbredningsområde är KwaZulu-Natal. Inga underarter finns listade i Catalogue of Life.